# Vivian Heisen
Vivian Heisen, née le 27 décembre 1993 à Oldenbourg est une joueuse allemande de tennis

## Carrière professionnelle
Elle débute en simple sur le circuit WTA en 2013 en participant aux qualifications du tournoi de Nuremberg. 
En 2023, elle remporte son 1er tournoi WTA 125 en double, à Florence, associée à l'Estonienne Ingrid Neel. 

## Palmarès

### Titre en double dames
Aucun.

### Finale en double dames
| No | Date       | Nom et lieu du tournoi       | Catégorie | Dotation  | Surface    | Vainqueures                       | Partenaire    | Score            |          |
| -- | ---------- | ---------------------------- | --------- | --------- | ---------- | --------------------------------- | ------------- | ---------------- | -------- |
| 1  | 10-01-2022 | Sydney Tennis Classic Sydney | WTA 500   | 703 580 $ | Dur (ext.) | Anna Danilina Beatriz Haddad Maia | Panna Udvardy | 4-6, 7-5, [10-8] | Parcours |

### Titre en double en WTA 125
| No | Date       | Nom et lieu du tournoi       | Catégorie | Dotation  | Surface      | Partenaire  | Finalistes                   | Score            |          |
| -- | ---------- | ---------------------------- | --------- | --------- | ------------ | ----------- | ---------------------------- | ---------------- | -------- |
| 1  | 15-05-2023 | Firenze Ladies Open Florence | WTA 125   | 115 000 $ | Terre (ext.) | Ingrid Neel | Asia Muhammad Giuliana Olmos | 1-6, 6-2, [10-8] | Parcours |

### Finale en double en WTA 125
| No | Date       | Nom et lieu du tournoi              | Catégorie | Dotation  | Surface      | Vainqueures                   | Partenaire     | Score            |          |
| -- | ---------- | ----------------------------------- | --------- | --------- | ------------ | ----------------------------- | -------------- | ---------------- | -------- |
| 1  | 28-03-2022 | AnyTech 365 Andalucia Open Marbella | WTA 125   | 115 000 $ | Terre (ext.) | Irina Bara Ekaterine Gorgodze | Katarzyna Kawa | 6-4, 3-6, [10-6] | Parcours |

## Parcours en Grand Chelem

### En simple dames
| Année | Open d'Australie | Open d'Australie | Internationaux de France | Internationaux de France | Wimbledon | Wimbledon | US Open | US Open |
| ----- | ---------------- | ---------------- | ------------------------ | ------------------------ | --------- | --------- | ------- | ------- |
| 2022  | Q2               | A.K. Schmiedlová | —                        | —                        | —         | —         | —       | —       |

N.B. : à droite du résultat se trouve le nom de l'ultime adversaire.

### En double dames
A compléter
| Année | Open d'Australie                                                                              | Open d'Australie | Internationaux de France | Internationaux de France | Wimbledon       | Wimbledon | US Open         | US Open |
| ----- | --------------------------------------------------------------------------------------------- | ---------------- | ------------------------ | ------------------------ | --------------- | --------- | --------------- | ------- |
| 2020  | —                                                                                             | —                | 1er tour (1/32)          |                          | Annulé          | Annulé    | —               | —       |
| 2021  | —                                                                                             | —                | 2e tour (1/16)           |                          | 1er tour (1/32) |           | —               | —       |
| 2022  | —                                                                                             | —                | 1er tour (1/32)          |                          | 1er tour (1/32) |           | 1er tour (1/32) |         |
| 2023  | 1er tour (1/32) E. Alexandrova \|\| style="text-align:left;" \| N. Melichar-Martinez E. Perez | —                | —                        | —                        | —               | —         | —               |         |

N.B. : le nom de la partenaire se trouve sous le résultat ; le nom des ultimes adversaires se trouve à droite.

## Classements WTA en fin de saison
| Année          | 2011 | 2012 | 2013 | 2014 | 2015 | 2016 | 2017 | 2018 | 2019 | 2020 | 2021 | 2022 | 2023 | 2024 |
| Rang en simple | –    | 965  | 721  | 1243 | 594  | 510  | 338  | 558  | 439  | 431  | 582  | 983  | 1081 | –    |
| Rang en double | 992  | 1109 | 949  | –    | 638  | 453  | 293  | 405  | 153  | 184  | 100  | 79   | 177  | 1652 |

Source : (en) Classements de Vivian Heisen sur le site officiel de la Fédération internationale de tennis